# Pachymerium ferrugineum
A Pachymerium ferrugineum a százlábúak (Chilopoda) osztályának a Geophilomorpha rendjébe, ezen belül a Geophilidae családjába tartozó faj.

## Előfordulása
A Pachymerium ferrugineum széles körben elterjedt százlábúfaj. Európában az előfordulása Közép-Európában, Skandináviában és az Ibériai-félszigeten, valamint Krétán, az Azori- és Kanári-szigeteken van. Ázsiában Törökországtól Japánig található meg. Alaszkától Mexikóig is fellelhető. Olyan északon, mint a Fehér-tenger partjai is megtalálták.

## Megjelenése
Ennek a soklábú, hosszú és vékony állatnak a színezete, példánytól függően a sárgától a barnáig változhat.

## Források

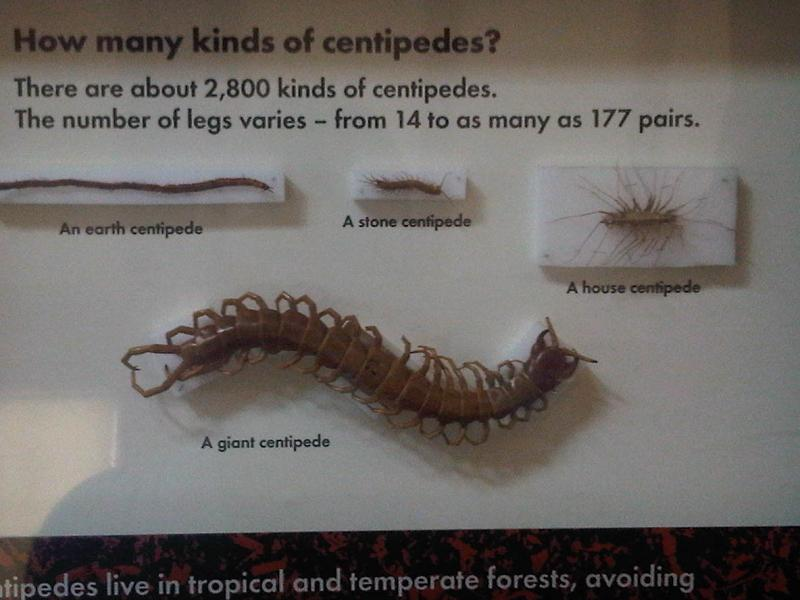
Az állat egy múzeumi gyűjteményben; a legfelső baloldali a célfaj

### Fordítás
- Ez a szócikk részben vagy egészben  a   Pachymerium ferrugineum című angol Wikipédia-szócikk ezen változatának fordításán alapul.  Az eredeti cikk szerkesztőit annak laptörténete sorolja fel. Ez a jelzés csupán a megfogalmazás eredetét és a szerzői jogokat jelzi, nem szolgál a cikkben szereplő információk forrásmegjelöléseként.